# Merguny
Merguny (deutsch Marguhnen) ist ein Ort in der polnischen Woiwodschaft Ermland-Masuren. Er gehört zur Gmina Bartoszyce (Landgemeinde Bartenstein) im Powiat Bartoszycki (Kreis Bartenstein (Ostpr.)).

## Geographische Lage
Merguny liegt im westlichen Norden der Woiwodschaft Ermland-Masuren, zehn Kilometer südlich der einstigen und heute auf russischem Hoheitsgebiet gelegenen Kreisstadt Preußisch Eylau (russisch Bagrationowsk) bzw. elf Kilometer nordwestlich der jetzigen Kreismetropole Bartoszyce (deutsch Bartenstein).

## Geschichte
Das einstige Mergunen wurde 1424 erstmals erwähnt. Es bestand aus einem großen Hof und wurde vor 1785 Marruhnen, nach 1785 Margunen und nach 1820 Marguhnen genannt.
Im Jahre 1874 wurde Marguhnen in den neu errichteten Amtsbezirk Albrechtsdorf (polnisch Wojciechy) im ostpreußischen Kreis Preußisch Eylau aufgenommen. Im Jahre 1910 zählte das Dorf 50 Einwohner.
Am 30. September 1928 gab Marguhnen seine Eigenständigkeit auf und schloss sich mit den Nachbarorten Bartelsdorf (Barciszewo), Tappelkeim (Tapilkajmy) und der Waldenklave Bandels (Bądle) zur neuen Landgemeinde Bartelsdorf zusammen.
Als 1945 in Kriegsfolge Ostpreußen geteilt wurde, kam Marguhnen zum südlichen und polnischen Teil. Das Dorf erhielt die polnische Namensform „Merguny“ und ist heute eine Ortschaft im Verbund der Landgemeinde Bartoszyce (Bartenstein) im Powiat Bartoszycki (Kreis Bartenstein (Ostpr.)), von 1975 bis 1998 der Woiwodschaft Olsztyn, seither der Woiwodschaft Ermland-Masuren zugehörig. Im Jahre 2021 zählte Merguny 29 Einwohner.

## Religionen

### Christentum
Bis 1945 war Marguhnen in die evangelische Kirche Albrechtsdorf (Ostpreußen) (Wojciechy) in der Kirchenprovinz Ostpreußen der Kirche der Altpreußischen Union, außerdem in die römisch-katholische Kirche Bartenstein (Bartoszyce) im damaligen Bistum Ermland eingepfarrt.
Heute gehört Merguny zur römisch-katholischen St.-Andreas Bobola-Kirche in Wojciechy (Albrechtsdorf) im jetzigen Erzbistum Ermland sowie zur evangelischen Kirchengemeinde Bartoszyce, einer Filialgemeinde der Johanneskirche in Kętrzyn (Rastenburg) in der Diözese Masuren der Evangelisch-Augsburgischen Kirche in Polen.

## Verkehr
Merguny ist der Endpunkt einer Nebenstraße, die bei Tapilkajmy (Tappelkeim) von der Straße Bezledy (Beisleiden)–Piasek (Sand) abzweigt und in den Ort führt. Eine Bahnanbindung besteht nicht.